# Combate de El Toro
El Combate de El Toro fue una acción desarrollado durante la expedición de Cochrane al sur en la Provincia de Llanquihue, en la actual Región de Los Lagos, en Chile, zona que en aquella época formaba parte del Gobierno de Chiloé y del Gobierno de Osorno.

## Antecedentes
Después de la Toma de Valdivia, el vicealmirante Thomas Cochrane había dejado en la ciudad de Valdivia al mayor Jorge Beauchef, oficial que había quedado al mando de la plaza, mientras que Cochrane emprendía una arriesgada misión de ataque sobre Chiloé con una reducida cantidad de hombres.
Beauchef tenía la misión de proteger la ciudad de un posible contraataque español, ya que a pesar de la victoria lograda al tomar Valdivia las fuerzas españolas aun tenían el control de gran parte de la región y eran numéricamente superiores alcanzado el millar de hombres. Beauchef solo se había quedado en Valdivia con aproximadamente 100 soldados de los pocos que había traído Cochrane para el comienzo de la expedición. Estas tropas eran del todo insuficientes en caso de que los españoles hiciesen un ataque para recuperar Valdivia.
Tras el fracaso de Cochrane al atacar el Castillo San Miguel de Agüi el 18 de febrero de 1820, este volvía a Valdivia el 20 del mismo mes trayendo con él el resto de las fuerzas que tenía, lo que le sirvió a Beauchef para completar el dominio de toda la provincia de Valdivia y hacer que los realistas se retiraran a Osorno.
Los jefes españoles, Manuel Montoya y Juan Santalla que huyeron hacia el sur, al comprobar la hostilidad de los naturales que les negaban toda ayuda, abandonaron Osorno y se dirigieron desmoralizados al Carelmapu para colocarse bajo el amparo de Antonio Quintanilla, gobernador de Chiloé, bastión realista a la sazón.
Al lograr los patriotas completar una columna de 200 soldados, Beauchef emprendería una marcha más el sur para dispersar y destruir a las fuerzas realistas que se habían retirado confundidos de la plaza de Valdivia. Para ello tomó el Camino Real para terminar con las tropas realistas que quedaban en la zona en número superior a los patriotas; y el 25 de febrero de 1820, llegaría a la ciudad de Osorno (ciudad que había sido ocupada por las fuerzas chilotas realistas el 26 de junio de ese 1812 tras su desembarco en Carelmapu en mayo de 1812).
Una vez ya instalado en Osorno, Beauchef tomaría posesión de la ciudad y del Fuerte Reina Luisa, y el 27 de febrero de 1820 haría reconocer la bandera del estado independiente de Chile al pueblo que habitaba la ciudad de Osorno; con lo cual se anexaría igualmente este territorio a los territorios del sur ya dominados por las fuerzas patriotas.
Respecto al ejército realista, posteriormente Antonio Quintanilla separó de sus cargos a Montoya y Santalla; y nombró en su reemplazo al teniente coronel Gaspar Fernández de Bobadilla y al capitán Miguel Senosiain, y los obligó a hacer frente a las tropas patriotas y a recuperar los territorios perdidos. Bobadilla y Senosiain con 300 a 400 hombres de infantería, un escuadrón de caballería y 2 cañones, todas estas fuerzas bien armados y equipados repasaron el río Maullín y se dirigieron contra los patriotas que estaban al mando de Beauchef.
Al llegarle al jefe patriota la noticia sobre los preparativos que realizaban las fuerzas realistas para reconquistar la zona, este a pesar de la inferioridad numérica en la que se encontraba y consciente de las intenciones de los realistas, resolvió salir al encuentro del enemigo con 140 soldados escogidos; partiendo el 3 de marzo de 1820 de la ciudad de Osorno para dirigirse a combatir al ejército realista que se dirigía hacia ellos desde Maullín.

## La acción
El 6 de marzo de 1820 hizo adelantar una vanguardia de 50 hombres al mando del capitán José María Labé, el cual, al llegar a la Hacienda El Toro, tropezó con el grueso del ejército realista que de inmediato empezó a hacer fuego de fusilería y cañones. Labé de igual forma abrió fuego sobre las posiciones realistas manteniendo el fuego por una hora.
La caballería realista al mando del capitán Miguel Senosiain, seguro del triunfo se puso en movimiento para atacar a la vanguardia patriota, pero esta logró retirarse rápidamente para reunirse con el grueso de la columna patriota.
Los realistas contentos por el éxito, abandonaron sus posiciones para caer impetuosamente sobre el resto de las fuerzas patriotas. los hombres de Labé iban siendo perseguidos de cerca por un pelotón de caballería y por todas las fuerzas de Bobadilla, que marchaban algo a retaguardia.
Al sentir el fuego, Beauchef decidió dar la batalla con los noventa hombres que le quedaban, ya que a los cincuenta de Labé los hizo pasar a retaguardia para curar las heridas y amunicionarse.
Abrió Beauchef desde un árbol atravesado fuego vivo sobre la masa del ejército realista que atacaba desordenadamente ya que venían revueltos infantes y jinetes, la cual, después de media hora, desmoralizada y confundida se iban dispersando de a poco.
Junto con advertirlo, Beauchef dio una vigorosa carga a la bayoneta que los puso a todos en fuga. Los patriotas, montando los caballos quitados al enemigo y convirtiendo los fusiles en lanzas, iniciaron una persecución implacable, que se prolongó por cinco leguas.
Los realistas dejaron en el campo dos cañones, 140 fusiles, 1 carga de municiones, 40 muertos y 106 prisioneros, entre ellos doce oficiales. Sólo Bobadilla y Senosiain, seguidos de unos cuarenta oficiales y soldados, lograron repasar el MauIlín ya que el resto de las tropas se había dispersado abruptamente. Los patriotas tuvieron 11 muertos y 29 heridos.

## Consecuencias
Al día siguiente, Beauchef enteraba 300 hombres con los chilotes, ocultos en los bosques, que se presentaron voluntariamente rendidos y convencidos en la causa patriota.
Este combate ponía en total final a las fuerzas realistas que se habían organizado en Carelmapu para recuperar la región por lo que los patriotas lograrían efectivamente ganar el nuevo territorio para Chile. Toda aquella región, que se extiende desde Valdivia y el río Maullín, quedó libre de fuerzas enemigas de consideración; y, aunque más al sur quedaron dominando los realistas bajo la dependencia del gobernador intendente de Chiloé, estos no emprenderían acciones para reconquistarla pese al corto número de tropas patriotas que había en la zona y que habían llegado con el vicealmirante Thomas Cochrane.
Eso si, la tranquilidad no quedó establecida del todo ya que algunos realistas que vagaban dispersos por los bosques se reunieron para formar una montonera, y secundado está por el sargento Palacios, comandante de las guerrillas realistas al sur del río Toltén, organizó la guerra de recursos, logrando atraerse a algunos Mapuche de la zona. Pero los patriotas ahora numéricamente mayores con el reclutamiento lograrían acabar con estas montoneras y acabar con sus líderes en 1823.
En cuanto a Cochrane, este volvería a Valparaíso con las presas y los artículos capturados en la región para ponerlos a disposición del gobierno de Chile que estaba preparando la próxima expedición a Perú.